# Ішхі-Адду
Ішхі-Адду (1-а пол. XVIII ст. до н. е.) — цар держави Катна. За його панування вона досягла найбільшого піднесення, перетворившись на значну потугу в Передній Азії.

## Життєпис
Походив з Аморейської династії. Син царя Амут-пі'ела I. Точні терміни панування невідомі. Втім напевне посів трон десь у 1790-х роках до н. е.

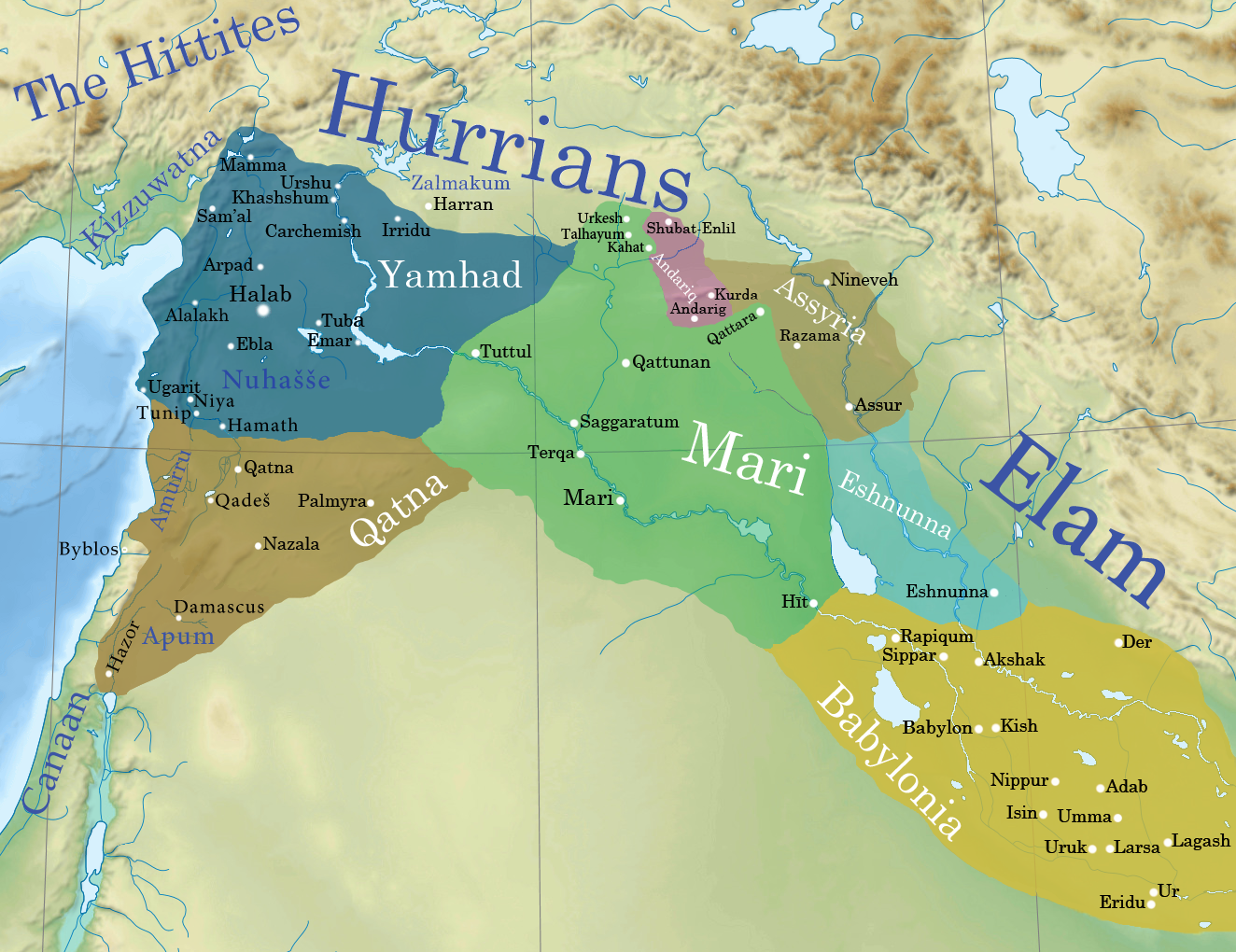

Здійснював активні загарбницькі походи, розширивши межі держави від області Апу з Дімаску до узбережжя Середземного моря між Біблом та Угаритом, царі яких Якінел і Якару ймовірно вимушені були сплачувати данину Катні. Також оволодів ханаанейським містом-державою Хацор. З огляду на це інші міста-держави Туніп і Мегіддо також визнавали його зверхність.
Відоме його листування з Шамші-Ададом I, царем Верхньої Месопотамії, протягом 1783—1778 років до н. е. Близько 1782 року до н. е. уклав з останнім союз проти Ямхаду. Його було закріплено шлюбом між Дам-Хурасі, донькою Ішхі-Адду, і Ясман-Адду, сином Шамші-Адада.
Намагався встановити зверхність над Угаритом призвело до конфлікту з ямхадським царем Суму-епу. Згодом війна з останнім переросла у боротьбу за місто Парга в області Хамат. Згодом проти Ішхі-Аддаду повстали ханаанеї, що стали загрошувати місту Кадеш. 1781 року до н.е йому на допомогу відправив війська Шамші-Адад I.
Зі сходженням на трон Ямхад Ярім-Ліма I втратив підтримку Шамші-Адада, що замирився з тим. Помер Ішхі-Адада до 1772 року до н. е. Трон спадкував його син Амут-пі'ел II.